# Schlacht um Kobanê
Bei der Schlacht um Kobanê (auch Kampf um Kobanê genannt; alternativ für „Kobanê“ sind auch „Kobanî“ und arabisch Ain al-Arab in Verwendung) griffen am 15. September 2014 Einheiten der dschihadistischen Terrororganisation Islamischer Staat (IS) den syrisch-kurdischen Kanton Kobanê in der seit Ende 2013 faktisch selbstverwalteten Region Rojava an. Das zu dieser Zeit unter kurdischer Kontrolle stehende Gebiet um Kobanê bestand aus großen Teilen des syrischen Distrikts Ain al-Arab im Gouvernement Aleppo und kleinen Teilen des Distrikts Tall Abyad im Gouvernement ar-Raqqa.
Die Hauptangriffe erfolgten aus dem Westen (Dscharābulus), Süden (Sarrin) und dem Osten (Tall Abyad). Innerhalb der ersten drei Wochen konnten die Angreifer den Kanton unter ihre Kontrolle bringen und den Hauptort Kobanê einkesseln. Die vorwiegend kurdisch besiedelte Stadt an der Grenze Syriens zur Türkei wurde von kurdischen Milizen wie den syrischen Volksverteidigungseinheiten (YPG) verteidigt. Auch die Hêzên Parastina Gel (HPG, zugehörig zur kurdischen PKK) und die Freie Syrische Armee (FSA) sind mit den kurdischen Einheiten verbündet und waren möglicherweise an den Kampfhandlungen beteiligt. Das neue Bündnis bekam den Namen Burkan El-Firat. Die Grenzstadt wäre für den Nachschub und die Logistik des IS von wichtiger Bedeutung gewesen. Bei einem militärischen Erfolg der IS-Milizen wurde ein Massaker an den Kurden in Kobanê befürchtet. Seit dem Beginn der Schlacht wurde der Großteil der Bevölkerung in die Türkei evakuiert. Bis zu 300.000 Flüchtlinge sollen die Grenze zur Türkei überschritten haben.
Seit Februar 2015 gilt die Stadt als befreit.

## Verlauf

### Umfassung

Verschiebungen im Frontverlauf während der Schlacht um Kobanê
Frontlinie im März 2014
Frontlinie am 18. September 2015
Frontlinie am 21. September 2015
Frontlinie am 24. September 2015

Die Organisation „Islamischer Staat“ versuchte ein Jahr lang, die Stadt einzunehmen, scheiterte aber immer wieder an den Volksverteidigungseinheiten (YPG). Bis Mitte 2014 war die Zahl der Bewohner aufgrund der Flüchtlinge von 54.000 auf über 100.000 angewachsen. In einer Blitzoffensive konnten die IS-Milizen bis zum 19. September 2014 sechzig kurdische Dörfer innerhalb der Enklave um Kobanê erobern. Die 45.000 Flüchtlinge konnten nur in Richtung der türkischen Grenze flüchten, wo sie erst nach heftigen Protesten eingelassen wurden. In der Nacht zum 20. September 2014 überschritten Medienangaben zufolge mindestens 300 türkisch-kurdische Kämpfer der PKK die Grenze zu Syrien, um die Volksverteidigungseinheiten (YPG) zu unterstützen. Bei Kobanê wurden im Fall einer Einnahme durch den IS ethnische Säuberungen befürchtet, vergleichbar mit jenen an den Jesiden in Sindschar im Sommer 2014, wie unter anderem Salih Muslim, der Vorsitzende der syrischen Kurdenpartei Partei der Demokratischen Union (PYD), im September 2014 warnte.

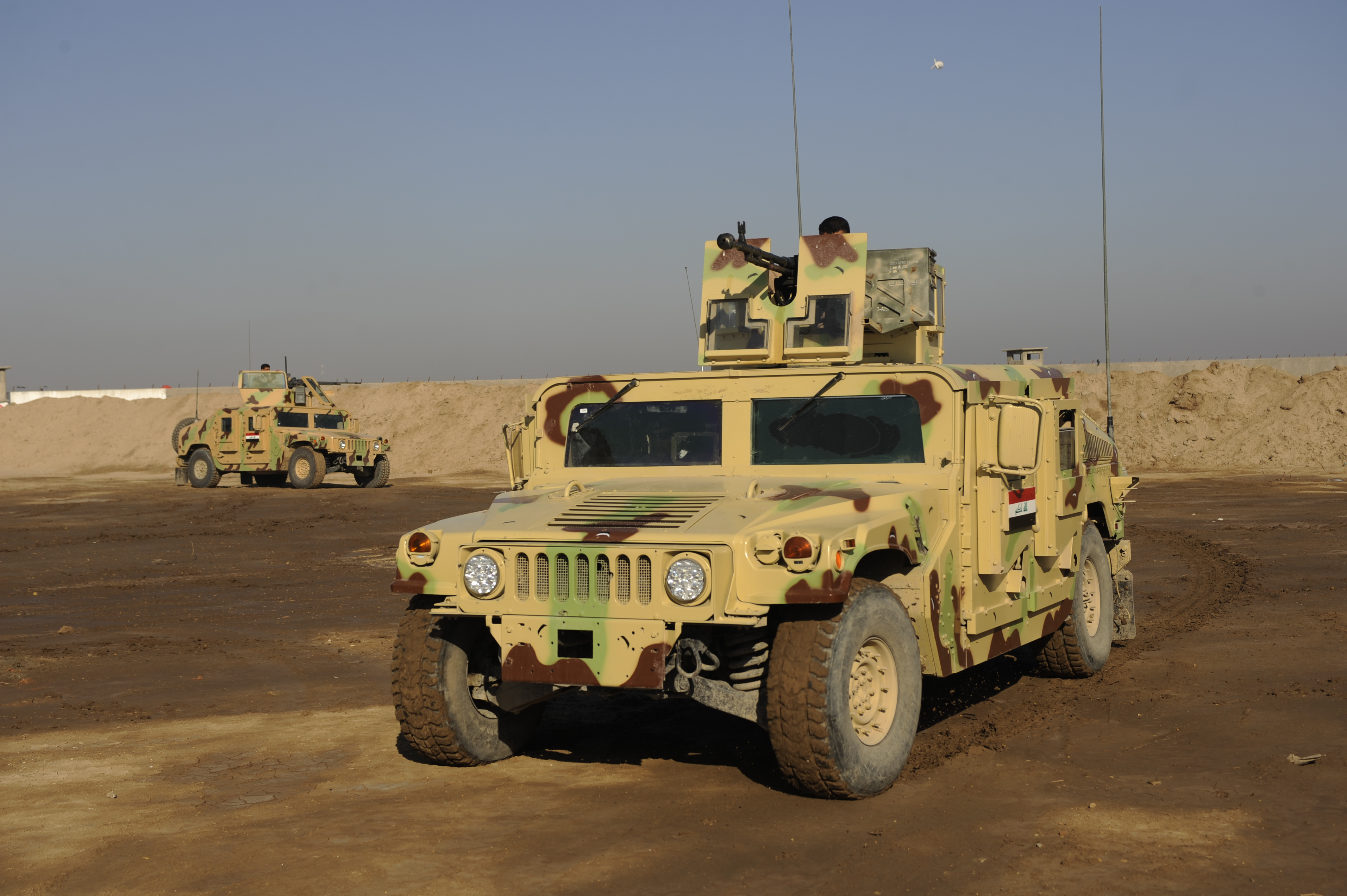
Irakische Humvees

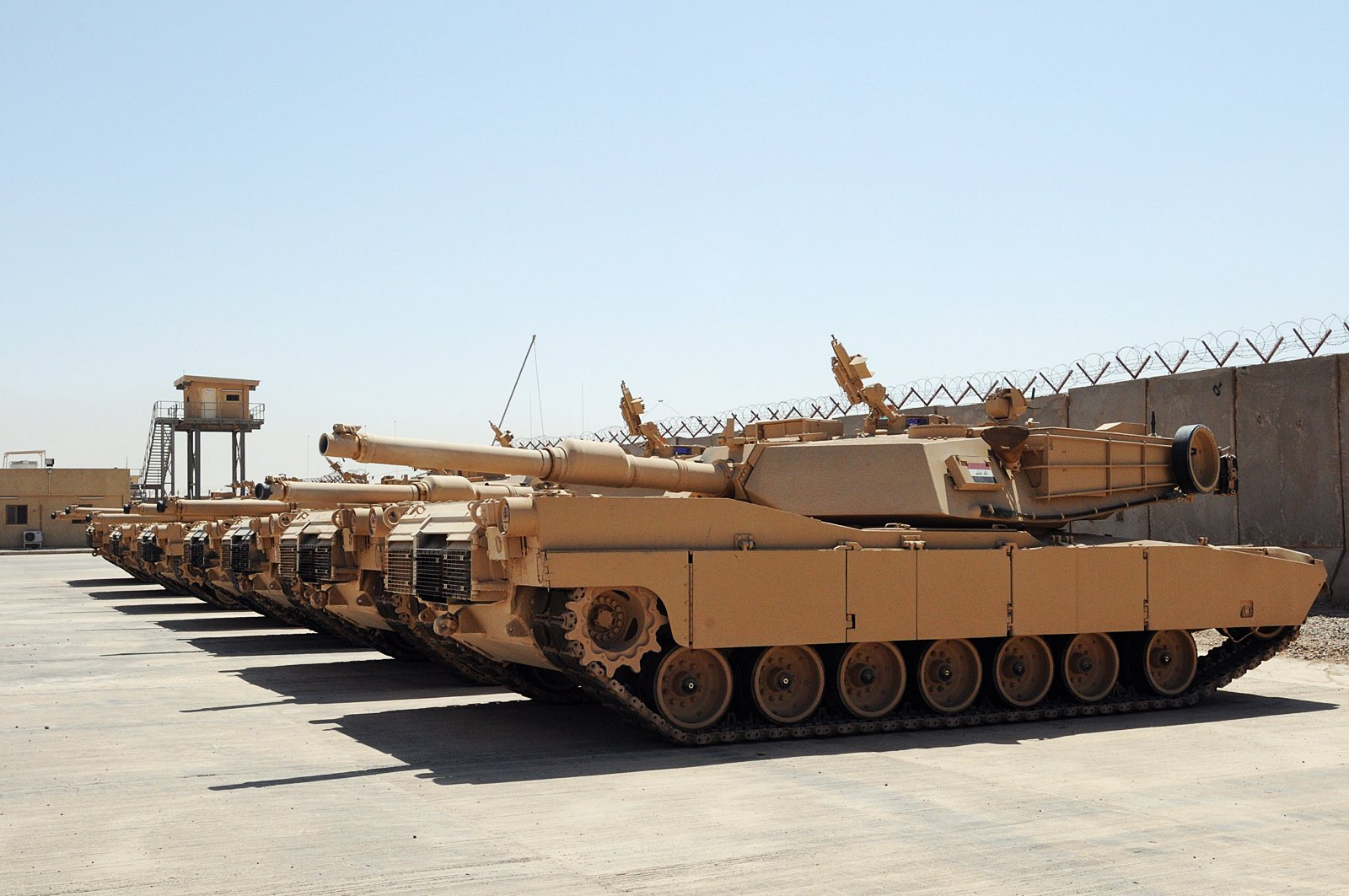
Tranche der 140 an den Irak gelieferten M1A1M

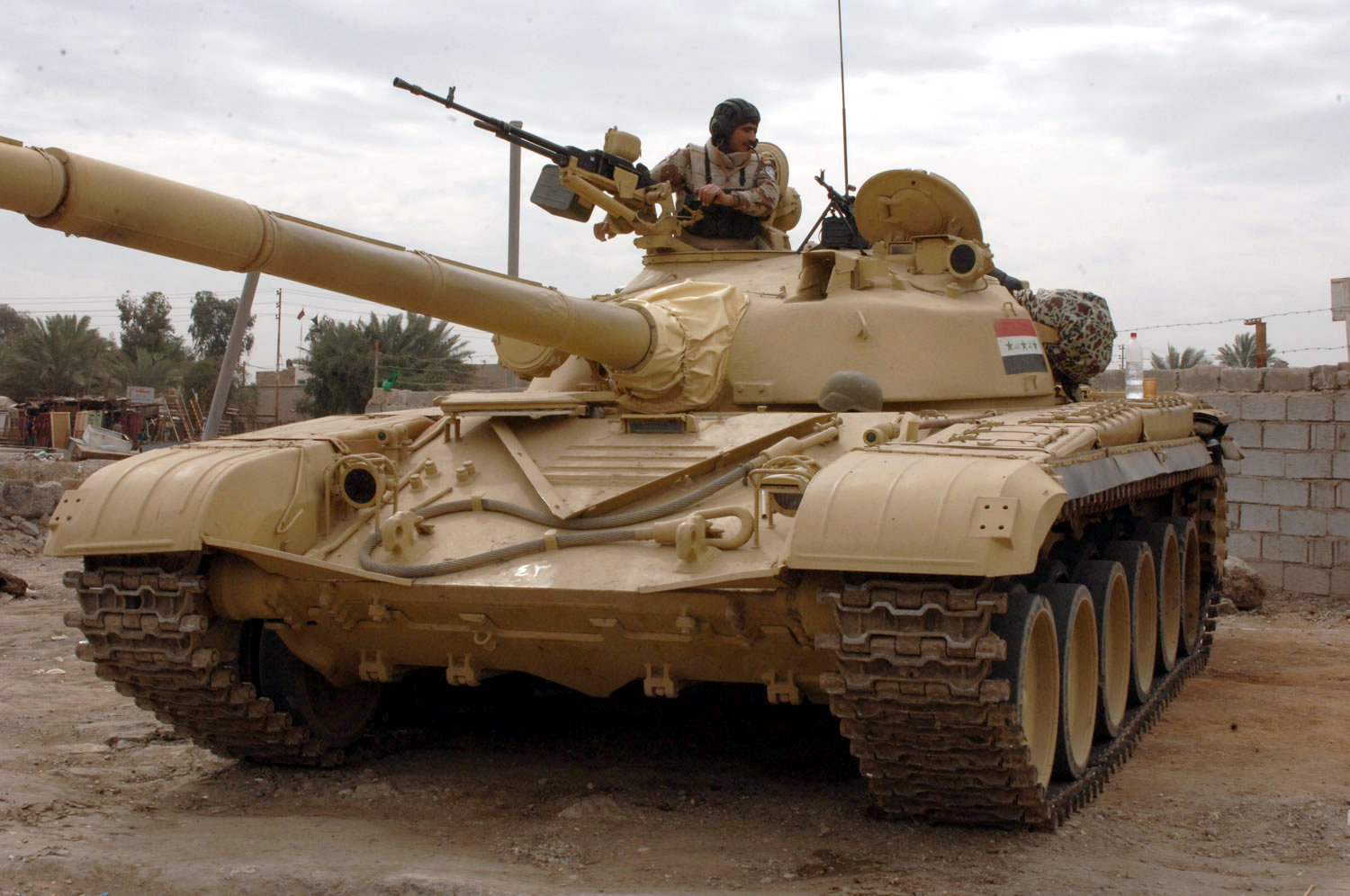
Irakischer T-72

Der zügige Vormarsch der IS-Milizen wurde unter anderem auf die von der irakischen Armee erbeuteten schweren Waffen und Humvees zurückgeführt, die von den USA an die irakische Armee geliefert worden waren. Am 21. September 2014 waren bereits 70.000 syrische Kurden über die türkische Grenze geflüchtet und die Einheiten des IS waren bis auf 15 km an die Stadt herangekommen. Es kam zum Raketenbeschuss von Kobanê. Nach Angaben von Salih Muslim befanden sich am 21. September ca. 500.000 Menschen im Kessel von Kobanê. Die Hauptstoßrichtungen der IS waren westlich von Dscharābulus und östlich von Tall Abyad, zusätzlich erfolgte der Vormarsch auch aus südlicher Richtung von Sarrin aus. In dieser Zeit wurde die Stadt von den Volksverteidigungseinheiten, allen waffentauglichen Zivilisten und einigen hundert Kämpfern der Hêzên Parastina Gel (HPG) verteidigt.
Der Kommandant der Zeravani bekundete am 21. September seine Bereitschaft zur Unterstützung der Belagerten. Die Arbeiterpartei Kurdistans rief am 22. September die türkischen Kurden zum Kampf gegen die IS-Milizen auf. Gemäß Angaben kurdischer Kämpfer konnte der Vormarsch des IS in der Nacht zum 22. September gestoppt werden. Die Syrische Beobachtungsstelle für Menschenrechte (SOHR) bestätigte, dass die IS-Milizen innerhalb der letzten 24 Stunden keine größeren Erfolge verzeichnen konnten. Gemäß Auskunft eines Mitgliedes der Syrischen Nationalkoalition standen sie am 22. September 8 km östlich, 12 km westlich und 15 km südlich der Stadt; um Kobanê hatten die IS-Milizen 60 Dörfer eingenommen. In der Stadt waren nur noch bewaffnete Männer zurückgeblieben. Am selben Tag reduzierte die Türkei die offenen Grenzübergänge auf zwei, dies ermögliche einen besseren Überblick über den Reiseverkehr. Vor allem junge Männer wurden zurückgehalten, die Grenze in Richtung Syrien zu überschreiten. Das Ausreiseverbot für diese jungen Männer hatte nach dem Aufruf der PKK an die türkischen Kurden eine Schwächung der Verteidigungskräfte der Stadt Kobanê zur Folge. Auch wollten einige geflüchtete Kurden wieder zurück, nachdem sie ihre Angehörigen in Sicherheit gebracht hatten. Dieser Trend verstärkte sich, nachdem am 23. September die US-Luftwaffe zusammen mit arabischen Verbündeten erstmals Ziele in Syrien angegriffen hatten. Die Ausreisenden durften nur ohne Waffen die Grenze passieren.
Am 24. September griffen mehrere Kampfjets Stellungen des IS etwa 30 km westlich von Kobanê an. Laut der Syrischen Beobachtungsstelle für Menschenrechte kamen die Jets aus dem türkischen Luftraum. Die Kämpfe am Boden hielten derweil unvermindert an. Westlich der Stadt konnten die IS-Kämpfer 10 km vorrücken. Nach den Luftschlägen verlegte der IS zusätzliche Kämpfer und Panzer in die Vororte der Stadt.
Am 25. September konnten die Kurden südlich der Stadt wieder 10 bis 15 km gutmachen, westlich der Stadt hatte sich die Frontlinie bei 15 km stabilisiert. Bereits am Anfang der Massenflucht in die Türkei kehrten vereinzelt Kurden zurück, nachdem sie ihre Familien in Sicherheit wussten; dieser Trend verstärkte sich nach den Luftschlägen gegen die Stellungen des IS.
Die Rückkehrer wurden am 26. September auf einige tausend geschätzt. Die IS-Milizen eroberten am 26. September einen strategisch wichtigen Hügel westlich der Stadt bei Zorava.
Am 27. September flog das US-geführte Bündnis erstmals Luftangriffe auf Dörfer in der Nähe von Kobanê. Der IS nahm die Stadt zu diesem Zeitpunkt bereits unter Raketen- und Mörserbeschuss. Am selben Tag wurde darüber berichtet, dass die Flüchtlingszahlen übertrieben sein könnten und statt der vom türkischen Ministerpräsident Ahmet Davutoğlu genannten 160.000 nur 15.000 bis 20.000 Syrer geflohen seien. Bis zum 28. September konnten 1800 kurdische Kämpfer mobilisiert werden.

### Großangriff des IS

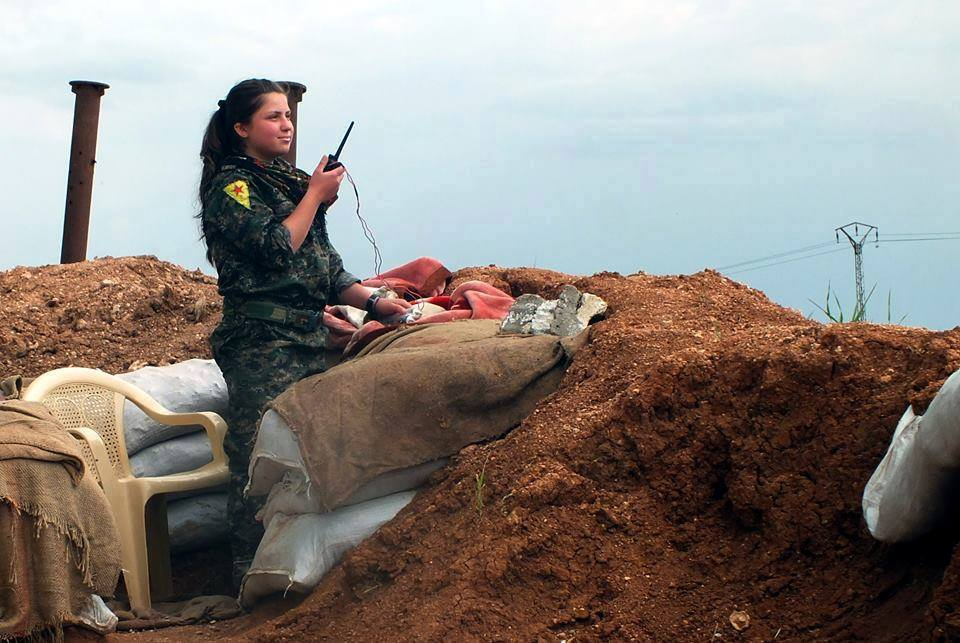
YPJ-Kämpferin während des Kampfes gegen ISIS

Am 28. September begannen die IS-Milizen mit einem Großangriff auf das Stadtgebiet. Der Westen der Stadt stand unter Granatenbeschuss. Aus dem Osten der Stadt wurde Artilleriefeuer gemeldet. Viele Zivilisten verließen die Stadt. Aufgrund der dichten Wolkendecke waren vom 28. bis zum 29. September keine Luftangriffe der US-geführten Allianz möglich. Der syrische Minister Ali Haidar äußerte in einem Interview, dass die syrische Luftwaffe Kobanê nicht unterstützen könne, da sie so nahe an der türkischen Grenze Gefahr laufe, von der türkischen Luftabwehr abgeschossen zu werden. Die Türkei verstärkte im Laufe der Ereignisse ihre Militärpräsenz entlang der Grenze, darunter auch Kampfpanzer. Vereinzelt schlugen Granaten auf türkischem Staatsgebiet ein. Die IS-Milizen konnten bis zum 29. September den Belagerungsring auf ca. 4 bis 7 km um das Stadtgebiet zusammenziehen. Am 30. September griffen die US-Luftwaffe und ihre arabischen Verbündeten zwei Stellungen der IS-Milizen westlich und östlich der Stadt an. Zeitgleich starteten die Peschmerga eine Offensive im Irak. Die Türkei hatte bis zum 30. September 35 Kampfpanzer M60 an der Grenze im Bereich der Stadt in Stellung gebracht und 10.000 Mann in Alarmbereitschaft versetzt. Die IS-Milizen hatten das Heiligtum von Süleyman Schah bei Qalʿat Dschaʿbar, einer türkischen Exklave 30 km südlich von Kobanê, eingekesselt. Im Heiligtum waren zu dieser Zeit 36 Soldaten stationiert.
Die IS-Milizen standen am 30. September ca. 2 km vor der Stadtgrenze. Die waffentechnische Unterlegenheit der Verteidiger zeigte sich in den selbstgebauten Panzern, die aus den verfügbaren zivilen Fahrzeugen mittels aufgeschweißter Stahlplatten gebaut wurden und Schutz gegen leichte Infanteriewaffen boten. Bis zum 1. Oktober hatten die IS-Milizen über 300 Dörfer im Rahmen der Offensive unter ihre Kontrolle gebracht. Laut dem Präsidenten der selbst ernannten Regionalregierung von Kobanê (Ain al-Arab), Anwar Muslim, griff die US-geführte Allianz am 1. Oktober Ziele östlich der Stadt an, ein kurdischer Kommandeur sprach von mindestens fünf Angriffswellen bei Tageslicht. Die Belagerer brachten derweil frische Kräfte aus dem Osten Syriens heran, zusätzlich wurde das Artilleriefeuer verstärkt. Laut der Syrischen Beobachtungsstelle für Menschenrechte wurden bei der Belagerung gefangengenommene kurdische Kämpfer, drei Frauen und ein Mann, geköpft und deren Köpfe in Dscharābulus aufgehängt. Nach Angaben von Anwar Muslim befanden sich 5000 bis 6000 kurdische Kämpfer und einige Tausend kampfbereite Zivilisten in der Stadt.

Lage des Hügels Mishtenur bei Kobanê

Die Heftigkeit der Angriffe auf die Stadt nahm am 3. Oktober zu, es wurden auf die Stadt an diesem Tag etwa 80 Granaten abgefeuert. Die Milizen griffen aus dem Süden und dem Südosten an. Die YPG konnte nach eigenen Angaben drei Angriffe zurückschlagen sowie zwei gepanzerte Fahrzeuge zerstören. Die Verteidiger beurteilten die Luftschläge der Allianz als nicht effektiv, da sie den Vormarsch der Milizen nur verzögerten. Der Optimismus der Verteidiger war – gemäß eigenen Angaben – am 4. Oktober noch ungebrochen, da die Angreifer ursprünglich das Islamische Opferfest (4. Oktober bis 7. Oktober 2014) bereits in der Stadt begehen wollten. Die Angriffe der IS-Milizen hielten am Vormittag des 4. Oktober unvermindert an, etwa 20 Granaten schlugen im Stadtgebiet ein, das Schwergewicht der Angriffe trug der Südwesten der Stadt. Die Angreifer verstärkten wieder ihre Linien mit Kämpfern aus ar-Raqqa und Deir ez-Zor. Am 5. Oktober gelang es den IS-Milizen, den südlichen Teil des Hügels Mishtenur südwestlich der Stadt zu sichern. Die YPJ-Kämpferin Arin Mirkan wurde am 5. Oktober von IS-Kämpfern am Hügel Mishtenur umzingelt und verübte dabei einen Selbstmordangriff, dabei sollen 16 Gegner umgekommen sein. In der Nacht auf den 6. Oktober konnten die kurdischen Verteidiger einen Zwei-Fronten-Angriff auf den Hügel Mishtenur abwehren. Die IS-Milizen griffen jeweils vom Osten und vom Westen an. Der Mörserbeschuss auf das Stadtgebiet hielt weiter an. Die Milizen konnten bis auf 200 m an die Stadtgrenze heranrücken. Fernsehbilder sollen ein vierstöckiges Gebäude in Kobanê zeigen, auf dem bereits die IS-Fahne weht. Laut Anwar Muslim würden die YPG-Kämpfer jetzt in die Offensive gehen. Im Stadtzentrum sind die meisten der etwa 300 FSA-Soldaten stationiert.

### Häuserkampf
Laut der Syrischen Beobachtungsstelle für Menschenrechte (SOHR) drangen IS-Kämpfer in der Nacht zum 6. Oktober in das Stadtgebiet ein, liefen aber in einen Hinterhalt der Verteidiger und wurden hierdurch vom Gegner bezwungen. Im Laufe des Tages kam es dann zu einem Häuserkampf zwischen den IS-Kämpfern und den Verteidigern im Ostteil der Stadt. Am 7. Oktober wurden laut der Syrischen Beobachtungsstelle für Menschenrechte im Osten der Stadt eine Industriezone und die Viertel Maktala al-Dschadida und Kani Arabane von IS-Kämpfern erobert. Am 6. Oktober wurden die Zivilisten von den kurdischen Milizen aufgefordert die Stadt zu verlassen, am selben Abend verließen ca. 2000 Zivilisten die Stadt Richtung türkische Grenze. Nach Behördenangaben der Stadt Suruç passierten in der Nacht von 6. bis 7. Oktober ca. 700 Flüchtlinge die Grenze, wobei neben Verletzten und YPG-Kämpfern auch Leichen über die Grenze gebracht wurden. Die Kämpfe an der Süd- und an der Westfront waren mittlerweile auch schon in einen Häuserkampf übergegangen. Der Hügel Mishtenur war zu diesem Zeitpunkt durch den IS eingenommen. Da der Hügel eine gute Einsicht auf das Stadtgebiet erlaubt, wurde hier Artillerie in Stellung gebracht und Kobanê unter Feuer genommen. Laut Augenzeugenberichten rückten die IS-Kämpfer mit Panzern vor und setzten immer wieder Autobomben ein, auch wurden von den YPG-Kämpfern immer wieder Straßenzüge zurückerkämpft.
Laut kurdischen Angaben mussten die IS-Kämpfer durch die am 8. Oktober durchgeführten Luftschläge viele ihrer Stellungen innerhalb der Stadt verlassen. Die kurdischen Kämpfer konnten daraufhin die IS-Milizen aus den Straßenzügen im Osten der Stadt zurückdrängen. Der stellvertretende Außenminister der Regionalregierung von Ain al-Arab Idris Nassan hielt dies für den Beginn des Rückzuges der IS-Kämpfer. Ein kurdischer Journalist berichtete, die Straßen im Südosten der Stadt seien voller Leichen und wies auf die schwierige humanitäre Lage für die verbliebenen Zivilisten hin. Die IS-Kämpfer starteten am selben Tag noch eine Gegenoffensive um die verlorenen Straßenzüge zurückzuerobern. Laut Rami Abd al-Rahman, Chef der Syrischen Beobachtungsstelle für Menschenrechte (SOHR), kontrollierten die Einheiten des IS am 9. Oktober den gesamten Osten sowie kleinere Gebiete im Nordosten und Südosten der Stadt; die Türkei signalisierte, nicht alleine in die Kämpfe einzugreifen. Am 10. Oktober kontrollierten die IS-Kämpfer ca. 40 Prozent des Stadtgebietes. Laut der Syrischen Beobachtungsstelle versuchten die IS-Milizen den Fluchtkorridor in die Türkei zu erobern, womit der Kessel endgültig geschlossen wäre. Laut des UN-Gesandten für Syrien Staffan de Mistura befanden sich zu diesem Zeitpunkt noch 12.000 Zivilisten, darunter 700 alte Menschen im Kessel. Am 11. Oktober führten die Angreifer wiederum frische Kräfte an den Kessel heran, die Verteidiger sahen sich immer wieder heftigen Angriffen aus dem Süden, Westen und vor allem dem Osten gegenüber. Auch wurden 2 Selbstmordangriffe von IS-Kämpfern gemeldet. Die Verteidiger versuchten immer wieder in kleinen Gruppen durch den Belagerungsring zu sickern und so die IS-Kämpfer im Rücken anzugreifen. Am 12. Oktober erklärte ein YPG-Sprecher, dass die jüngsten Luftschläge sehr hilfreich gewesen seien und einige IS-Stellungen getroffen worden seien. Die Verteidiger konnten ihre Stellungen halten und versuchten nun wieder die IS-Kämpfer zurückzudrängen. Laut Abdel Rahman, dem Leiter der SOHR, ziehen die Angreifer Kräfte aus den Provinzen Aleppo und ar-Raqqa ab, darunter sollen sich mittlerweile auch wenig erfahrene Kämpfer befinden.
In der Nacht zum 13. Oktober konnten die Verteidiger durch Offensiven im Nordosten und im Südwesten zwei Stadtviertel in Kobanê zurückerobern. Die Gefechte wurden am Morgen durch US-geführte Luftschläge unterstützt. Insgesamt erlangten die IS-Milizen die Kontrolle über das Stadtzentrum und etwa die Hälfte der Stadt. Durch die Intensivierung der Luftschläge am 14. und am 15. Oktober konnte der Vormarsch der IS-Kämpfer gebremst werden; auch konnten die Verteidiger zwei IS-Stellungen erobern. Laut Konteradmiral John Kirby wurden mehrere hundert IS-Kämpfer durch die intensivierten Luftschläge getötet. Die irakisch-kurdische Nachrichten-Webseite Rudaw Media Network meldete unter Berufung auf Kurdenvertreter, dass die IS-Kämpfer nur noch 20 Prozent der Stadt kontrollierten, während die türkische, dem IS nahestehende, Internetseite Takvahaber das Gegenteil meldete. Laut einem Kommandanten der kurdischen Volksverteidigungskräfte rückten die Kurden in den letzten Tagen an allen drei Fronten vor. Zur gleichen Zeit gingen die YPG auch bei Raʾs al-ʿAin im Gouvernement al-Hasaka, etwa 150 km östlich von Kobanê, in die Offensive. Auch die Syrische Armee begann, während der deutlich verstärkten Luftangriffe, eine Offensive und bombardierte von IS-Milizen gehaltene Viertel in Deir ez-Zor im Gouvernement Deir ez-Zor. Die IS-Milizen begannen am 18. Oktober wieder mit einem verstärkten Beschuss der Stadt, alleine an diesem Tag sollen 44 Granaten auf YPG-Stellungen abgefeuert worden sein. Die SOHR berichtete, bei heftigen Gefechten von Mitternacht bis zum Morgen des 19. Oktober seien Truppen der kurdischen Volksschutzeinheiten (YPG) – mit Luftunterstützung – in das vom IS besetzte Viertel Kani Araban vorgedrungen.

Ungefährer Frontlinienverlauf (schwarz) in und um Kobanê am 29. Oktober 2014

Nachdem am Abend des 19. Oktober die eingeschlossenen YPG-Kämpfer über den Luftweg mit Nachschub versorgt wurden, erleichterte die Türkei den Grenzübertritt für die irakischen Peschmerga. Nähere Details, wie dieser erleichterte Zugang aussehen solle, wurden nicht bekannt gegeben. Nach dieser ersten Lieferung verstärkten die IS-Milizen ihre Angriffe und holten erneut zusätzliche Kräfte aus den Städten ar-Raqqa und Dscharābulus. Mehrere Autobomben seien gegen YPG-Stellungen gesteuert worden, diese seien jedoch, laut Anwar Muslim, alle rechtzeitig zerstört worden. Bis zum Abend des 21. Oktober waren noch keine Peschmerga als Verstärkung eingetroffen, da der Korridor durch die Türkei noch nicht festgelegt war. Die IS-Milizen verstärkten ihre Angriffe auf den etwa 3 km nordwestlich gelegenen, strategisch wichtigen Hügel Tell Shair und konnten ihn vorübergehend einnehmen. Nach erfolgreichen Luftangriffen der Allianz gelang es den YPG-Kämpfern den Hügel zurückzuerobern und somit die Versorgung aus der Luft abzusichern. Am 24. Oktober teilten FSA-Kämpfer der Provinz Aleppo mit, dass sie 1300 Kämpfer nach Kobanê entsenden wollen. Laut Erdoğan dauert die Diskussion über eine mögliche Route für die Peschmerga durch die Türkei noch an. Es konnte eine Einigung erzielt werden, dass 150 Peschmerga mit schweren Waffen über türkisches Hoheitsgebiet nach Kobanê marschieren dürfen. Vertreter der YPG baten die 1.300 FSA-Kämpfer, die die Verteidiger unterstützen wollten, nicht über die Türkei, sondern über syrisches Gebiet zur Stadt vorzudringen. Am 26. Oktober griffen die IS-Milizen aus dem Nordosten an, um den Grenzübergang zum türkischen Mürşitpınar abzuschneiden. Bei einem Erfolg müsste die angedachte Peschmerga-Verstärkung von türkischem Gebiet aus den Belagerungsring durchbrechen, die IS-Kämpfer standen etwa 700 Meter vor dem Grenzübergang.
Am 27. Oktober wurde ein Propagandavideo der IS-Milizen mit der britischen Geisel John Cantlie veröffentlicht. Cantlie spricht vor dem Hintergrund einer zerstörten Stadt und weist die Angaben zurück, wonach die Offensive der IS-Kämpfer abgebremst wurde. Der Sieg über Kobanê sei nur eine Frage der Zeit, sagt Cantlie. Die Luftaufnahmen, die angeblich von einer Drohne der Armee des Islamischen Staates gemacht wurden, stimmen mit Satellitenbildern von Kobanê aus der Zeit vor dem Konflikt überein.
Laut dem Kurdensprecher Idriss Nassan, seien am 29. Oktober 50 bis 70 Kämpfer der FSA in der Stadt Kobanê eingetroffen. Am Morgen desselben Tages hatten etwa 70 Peschmerga mit schweren Waffen die irakisch-türkische Grenze passiert, weitere 80 Peschmerga waren auf dem Flughafen der türkischen Stadt Şanlıurfa gelandet. Ein weiterer Versuch der IS-Milizen, den Korridor abzuschneiden, scheiterte erneut. Die ersten 10 Peschmerga trafen am 30. Oktober in Kobanê ein. Laut der kurdischen Regionalregierung seien die Peschmerga als Artillerieunterstützung gedacht. Laut dem kurdischen Sprecher der Verteidiger trafen diese ersten Peschmerga logistische Vorbereitungen für die Ankunft weiterer Streitkräfte aus der Autonomen Region Kurdistan. Der FSA-Kommandeur Nisar al-Chatib sprach sich gegen weitere Verstärkungen seitens der FSA aus, die FSA-Kämpfer würden auch in Aleppo dringend gebraucht, die Situation dort sei sehr gefährlich. In der Nacht auf den 1. November erreichten die 150 Peschmerga mit schweren Waffen Kobanê.
Am 5. November wurde bekannt, dass die Verteidiger im Osten, Süden und Westen der Stadt vorrücken und auch drei kleine Ortschaften im Westen von Kobanê zurückerobern konnten. Durch die Unterstützung der Peschmerga-Artillerie gelang es auch Nachschubwege der IS-Milizen zu unterbrechen. Die Fronten begannen zu diesem Zeitpunkt zu erstarren, keine der beiden Parteien konnte nennenswerte Geländegewinne erzielen. Es konnten Truppenbewegungen der IS-Milizen sowohl bei Kobanê als auch im Raum Afrin beobachtet werden. Am 9. November konnte der Belagerungsring wieder etwas zurückgedrängt werden, die kurdischen Kräfte versuchten die Stadtmitte zurückzuerobern. Die Gegenoffensive der Verteidiger kam nur langsam voran, da die IS-Milizen die von ihnen eroberten Häuser vermint hatten. Die Verteidiger konnten bis zum 12. November im Süden von Kobanê Geländegewinne erzielen, erstmals seit Anfang Oktober kam es wieder zu Gefechten am strategisch wichtigen Hügel Mishtenur. Bis zum 18. November konnten die Verteidiger weitere Fortschritte im Osten und Süden von Kobanê erzielen, sodass 80 Prozent der Stadt wieder in ihrer Hand waren.
Laut kurdischen Angaben, griffen die IS-Milizen am 29. November erstmals von türkischem Gebiet an. Der Selbstmordangriff sei mit einem Auto durchgeführt worden, darauf folgend habe es heftige Gefechte gegeben. Türkische Beamte wiesen diese Behauptung als Lüge zurück. Am 2. Dezember trafen weitere 150 Peschmerga, unter strenger Geheimhaltung, als Ablöse in Kobanê ein. Im Kampf um Kobanê konzentrieren sich die Peschmerga auf den Einsatz ihrer Artillerie, während Kämpfer der YPG den direkten Häuserkampf durchführen.

### Erfolge der kurdischen Einheiten
Anfang 2015 kontrollierten die kurdischen Truppen etwa 80 % Kobanês. Lediglich die Viertel Maktala und Kani Kordan im Osten der Stadt sollen noch vom IS kontrolliert worden sein. Am 6. Januar 2015 versuchten Kräfte des IS mit der Unterstützung von zwei Panzern die „Schwarze Schule“ als strategischen Punkt zu erobern. Es kam zu Luftangriffen in der folgenden Nacht, am Morgen des 7. Januars wurden die Panzer durch Katjuschabeschuss ausgeschaltet und der Angriff zurückgeschlagen. In der Nacht zum 19. Januar konnten die Verteidiger den Hügel Mishtenur zurückerobern, der Anfang Oktober 2014 verlorengegangen war.
Am 26. Januar erklärten kurdische Gruppen auf Twitter und Facebook den Kampf um Kobanê als beendet. Am Abend zuvor bestätigte ein Peschmerga-Anführer gegenüber der russischen Nachrichtenagentur Sputnik die Befreiung von 90 % der Stadt, den Rückzug der IS-Truppen und die Sicherung zweier Hauptstraßen von Kobanê nach Aleppo.
Anfang Februar 2015 galt die Stadt als befreit. Die Stadt ist jedoch schwer zerstört. Der Wiederaufbau (falls ungestört) wird mehrere Jahre dauern. Leiter der Stadtverwaltung ist Anwar Muslim.
Bis zum 14. Februar konnten die Verteidiger, mit Unterstützung von Rebellengruppen und der US-Luftwaffe, mindestens 163 Dörfer rund um Kobanê zurückerobern.

### Luftunterstützung der Anti-IS-Koalition

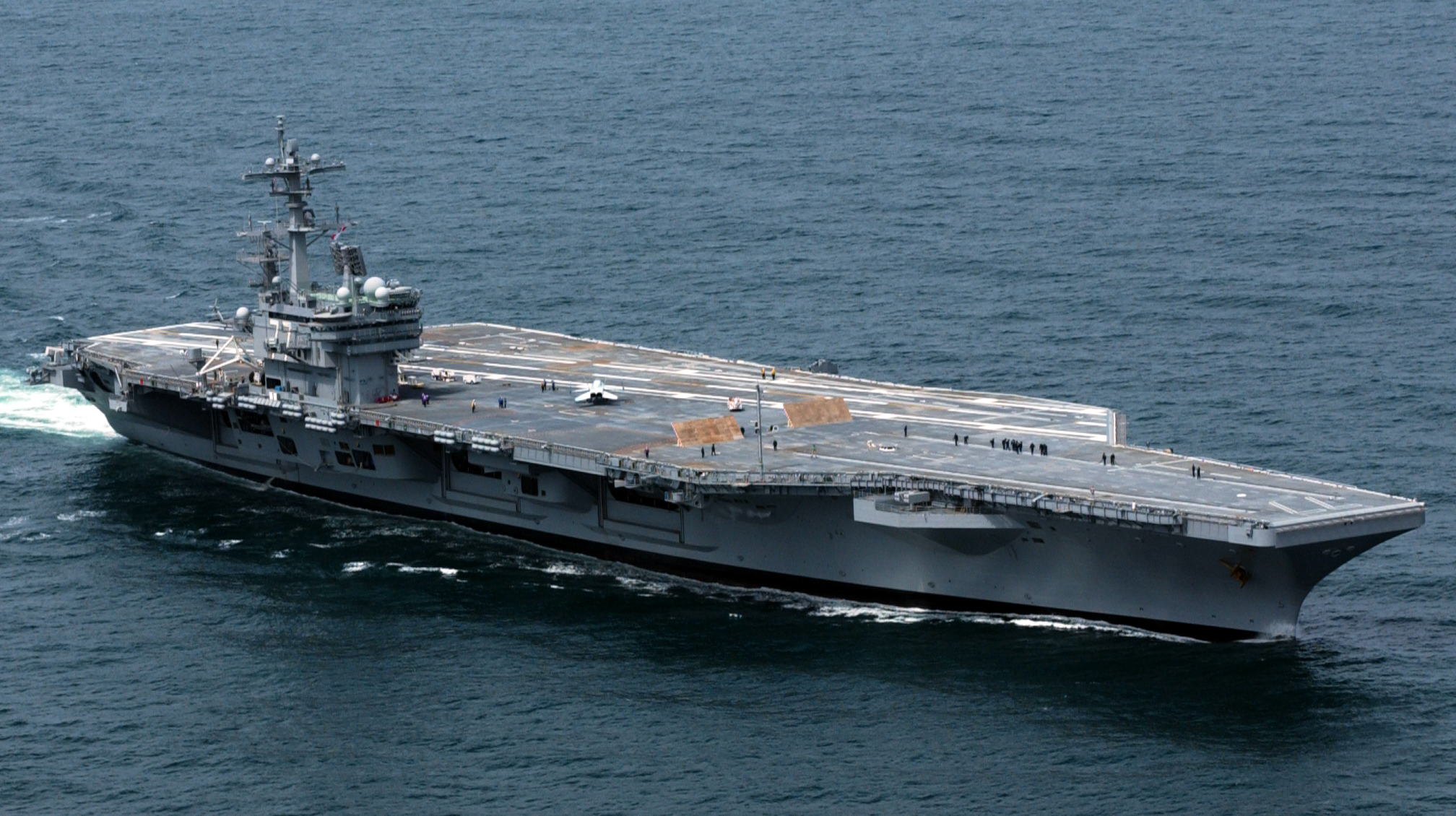
Der Flugzeugträger George H. W. Bush während seiner Erprobung 2009
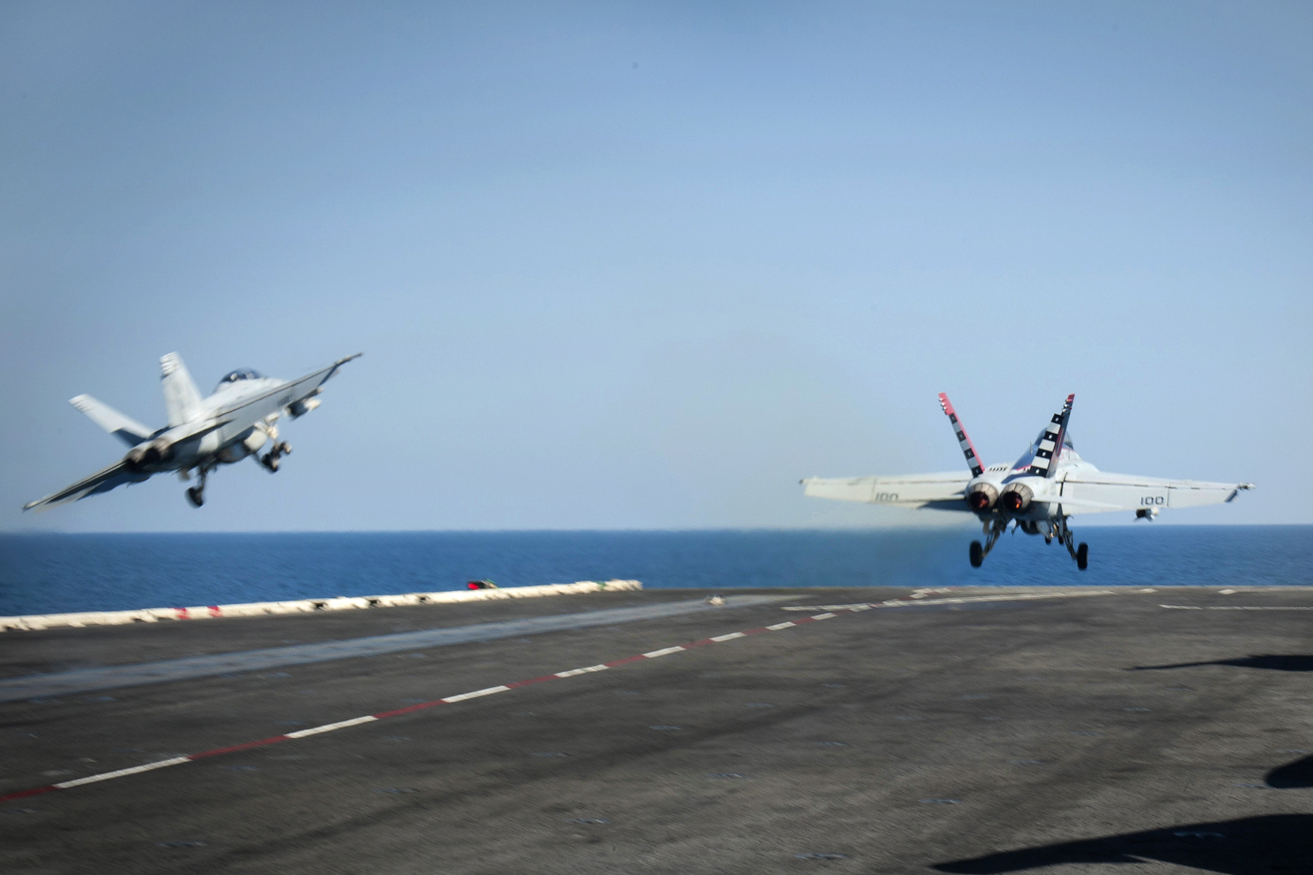
Zwei F/A-18F Super Hornets beim Abheben vom Flugdeck der Carl Vinson im Oktober 2014
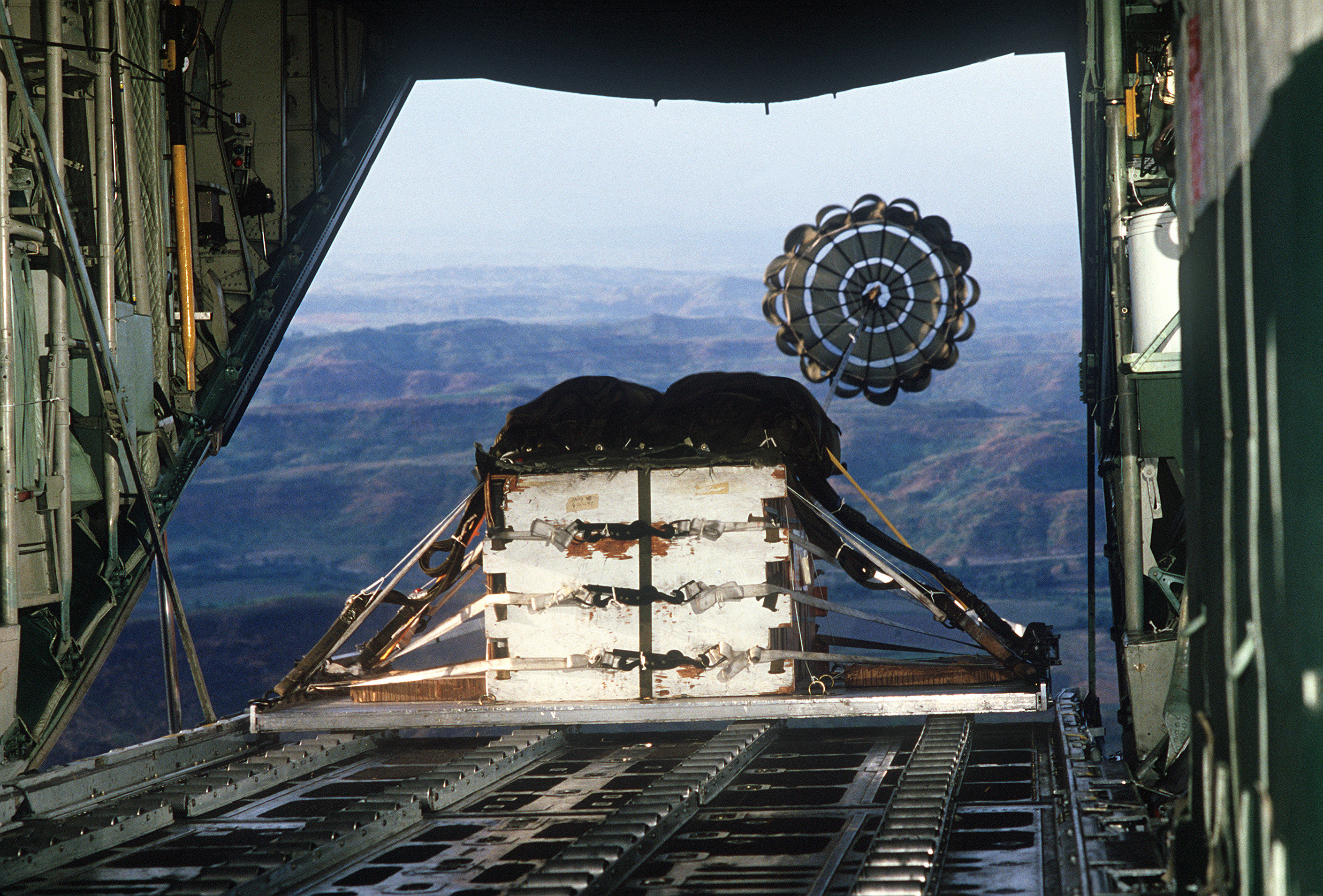
Eine Palette beim Abwurf aus einer C-130

#### Luftschläge
Am 24. September griffen mehrere Kampfjets IS-Stellungen etwa 30 km westlich von Kobanê an. Laut der Syrischen Beobachtungsstelle für Menschenrechte kamen die Jets aus dem türkischen Luftraum. Am 27. September wurden vom US-geführten Bündnis erstmals Luftangriffe auf Dörfer in der Nähe der Stadt ausgeführt. Konteradmiral John Kirby erklärte am 30. September die Strategie hinter den Luftschlägen: „Die erste Angriffswelle hatte strategische Ziele. Wir haben Kommando- und Kontrolleinrichtungen getroffen, Finanzzentren, Ausbildungslager und Ölraffinerien.“ Die Luftschläge würden sich in Zukunft vermehrt gegen gepanzerte Fahrzeuge und Konvois richten. Am 2. Oktober wurde ein IS-Kontrollpunkt bei Kobanê zerstört. Am 4. Oktober griffen die alliierten Kampfjets Stellungen nahe der Stadt an, dabei wurden 5 Kämpfer der IS-Milizen getötet.

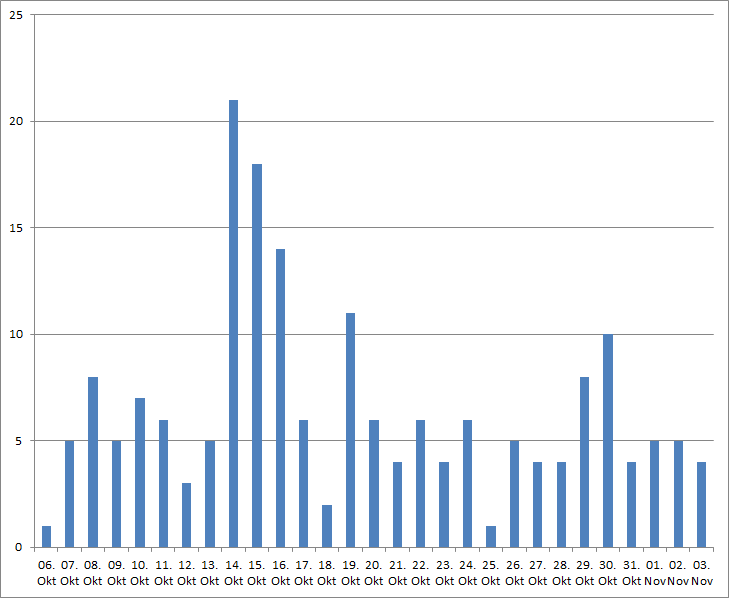
Übersicht der Luftschläge in und um die Stadt vom 6. Oktober bis zum 3. November 2014

Die Allianz hatte seit dem 6. Oktober die Anzahl ihrer Luftschläge auf IS-Stellungen verdoppelt. Am 6. Oktober wurden durch einen Luftschlag zwei IS-Stellungen südlich der Stadt zerstört. Am 7. Oktober wurden fünf Luftschläge im Süden der Stadt durchgeführt. Die Allianz führte am 8. Oktober acht Luftschläge in der Umgebung der Stadt durch. Laut Augenzeugenberichten wurden IS-Stellungen im besetzten Osten und Stellungen auf dem Hügel Mishtenur im Südosten angegriffen, dabei sollen auch Waffendepots getroffen worden sein. Südlich von Kobanê wurden am 9. Oktober fünf Luftschläge ausgeführt, dabei wurde unter anderem ein IS-Trainingscamp beschädigt. Am 10. Oktober wurden durch zwei Luftschläge zwei IS-Trainingscamps südöstlich von Kobanê zerstört, weiterhin wurden vier Luftangriffe im Süden und einer im Nordosten der Stadt durchgeführt. Am 11. Oktober wurden vier Luftschläge nördlich und zwei Luftschläge südlich der Stadt ausgeführt. Am 12. Oktober wurden drei Luftschläge auf IS-Positionen in der Stadt durchgeführt. Am Morgen des 13. Oktober führte die Allianz fünf Luftschläge gegen IS-Stellungen durch. Vier Luftschläge gingen südwestlich der Stadtgrenze und drei Luftschläge nordöstlich nieder.
Am 14. Oktober wurden 21 Luftschläge um die Stadt durchgeführt, dabei wurden unter anderem ein Artilleriedepot, zwei Granatwerfer, sieben IS-Sammelpunkte und drei Gebäude erfolgreich angegriffen. Am 15. Oktober wurde der Druck auf die IS-Milizen mit 18 Luftschlägen aufrechterhalten. Die YPG übermittelte mittlerweile Angriffsziele. Mitte Oktober verließ die Trägergruppe um die George H. W. Bush die Fünfte Flotte, die Ablösung erfolgte durch die Trägergruppe der Carl Vinson. Laut DoD wurden am 16. Oktober 14 Luftschläge nahe Kobanê durchgeführt. Nach den intensiven Luftschlägen der Vortage und den Geländegewinnen der verteidigenden Bodentruppen wurden am 17. Oktober 6 Luftschläge nahe der Stadt durchgeführt. Der 18. Oktober erreichte seit dem Beginn des Häuserkampfes mit zwei Luftangriffen den zweitniedrigsten Wert. In den frühen Morgenstunden des 19. Oktober wurden drei Luftschläge auf IS-Stellungen im Viertel Kani Araban im Osten der Stadt und drei weitere auf Rückzugsorte westlich von Kobanê durchgeführt. Insgesamt wurden an diesem Tag elf Luftschläge ausgeführt. Am 20. Oktober wurden 6 Luftschläge gegen IS-Stellungen nahe Kobanê durchgeführt.

#### Luftbrücke

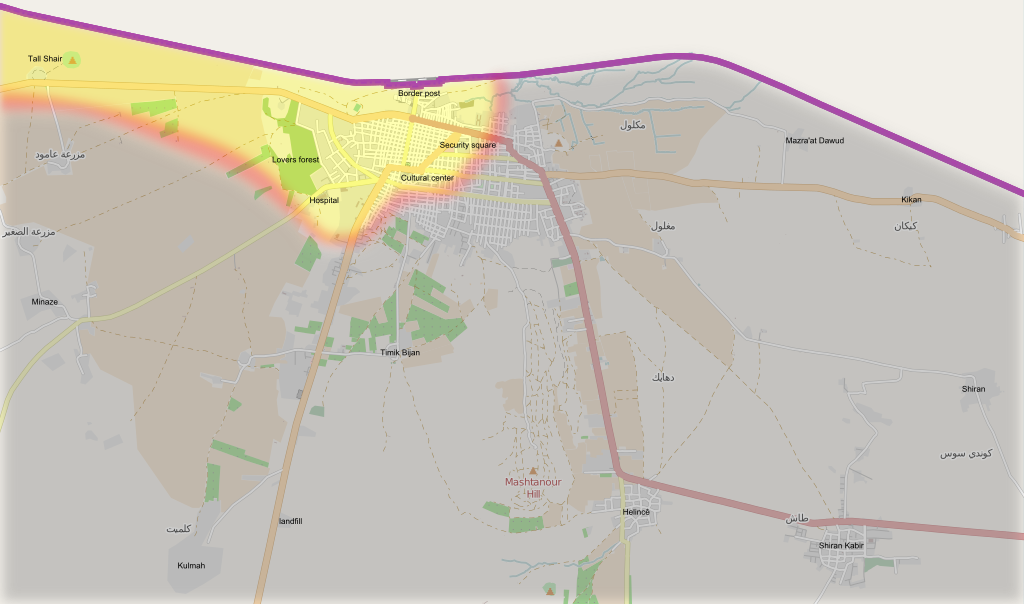
Abschätzung des von den Verteidigern gehaltenen Geländestreifens

Am Abend des 19. Oktober wurden erstmals die eingeschlossenen Kräfte durch die Allianz versorgt, der Nachschub wurde von Frachtmaschinen des Typs Lockheed C-130 abgeworfen. Das US-Militärkommando teilte mit, es habe mehrere Versorgungsflüge gegeben und das Material stamme von den kurdischen Behörden der Autonomen Region Kurdistans im Irak. Der Sprecher der Volksschutzeinheiten (YPG), Boulat Jan, sagte, eine große Menge an Waffen und Munition, darunter auch Maschinengewehre und panzerbrechende Waffen sowie medizinische Versorgungsgüter hätten Kobanê erreicht. Der Abwurf erfolgte auf dem von den Verteidigern gehaltenen Geländestreifen, zwischen dem Hügel Tell Shair und der Stadtgrenze von Kobanê. Im sechsten IS-Propagandavideo mit der Geisel John Cantlie wurde dieser Abwurf erwähnt, da ein Bruchteil der Güter in die Hände der Angreifer fiel.

### Ereignisse nördlich der syrisch-türkischen Grenze
Am 5. Oktober schlug eine Granate in ein türkisches Wohnhaus im Grenzort Mürşitpınar ein und verletzte vier Zivilisten, eine weitere Granate verletzte einen türkischen Polizisten, auf der türkischen Seite der Grenze wurden zwei Dörfer geräumt. Am 6. Oktober wurde auf türkischer Seite eine 700 m tiefe Sperrzone zur Grenze hin eingerichtet.
Nach wie vor wurden kurdische Kämpfer aus der Türkei von türkischen Soldaten daran gehindert, die Grenze zu überqueren, um bei der Verteidigung von Kobanê zu helfen. Salih Muslim versicherte, dass kurdische Kämpfer in Afrin und Cizre bereitständen und lediglich einen Korridor durch türkisches Staatsgebiet benötigten, um Kobanê Unterstützung geben zu können. Hunderte kurdische Flüchtlinge, die nach dem Beginn des Häuserkampfes die Grenze passiert hatten, wurden zur Identitätsfeststellung festgehalten, die türkischen Behörden begründeten dies mit dem Argument, wer jetzt noch von der anderen Seite der Grenze herüberkomme, gehöre entweder zur PKK oder zu YPG.
Nach anfänglichen Schwierigkeiten wurde fliehenden Kurden die Einreise auf das türkische Staatsgebiet erlaubt. Eine große Anzahl verletzter kurdischer Kämpfer aus Kobanê wurde in türkische Krankenhäuser gebracht. Das Krankenhauspersonal in der Türkei kritisierte, dass verletzte IS-Kämpfer in türkischen Krankenhäusern behandelt wurden, um später in Syrien weiterzukämpfen.

### Erneute Angriffe im Juni 2015
Am 25. Juni 2015 griff der IS erneut Kobanê an. Zeitgleich wurden auch das Dorf Barcha Batan, 35 km weiter südlich, und die Stadt al-Hasaka in Nord-Ost-Syrien angegriffen. Der Angriff begann am Morgen mit der Explosion einer Lastwagen-Bombe am Grenzübergang nach Mürşitpınar in der Türkei. Die Kämpfer des IS hatten sich mit Uniformen der syrischen Rebellen und der kurdischen Volksverteidigungseinheiten getarnt. Im Laufe des Tages wehrten die kurdischen Einheiten den Angriff auf Kobanê ab. Drei Tage später waren alle Angreifer außer Gefecht gesetzt worden. Mindestens 240 Menschen sollen bei dem Überfall ums Leben gekommen sein, darunter 16 kurdische Kämpfer und 174 Zivilisten.

### Exklave am Grab des Suleiman Schah
Im März 2014 kursierte auf YouTube ein Aufsehen erregender Tonbandmitschnitt eines Geheimtreffens von führenden türkischen Politikern. Dem Mitschnitt nach wurde die Option diskutiert, einen Scheinangriff von syrischem Gebiet auf das Grabmal des Sulaiman Schah – eine türkische Exklave mit einem Armeeposten – zu inszenieren, um die Türkei und in Folge die NATO in den syrischen Bürgerkrieg hineinziehen zu können. Im selben Mitschnitt wurde diese Option jedoch als unrealistisch zurückgewiesen. Die Veröffentlichung der Aufnahmen im Internet führte zur Verärgerung.
Ein Angriff auf die von IS-Kämpfern eingekesselte Exklave hätte laut Medienangaben theoretisch einen Bündnisfall für die NATO nach sich ziehen können. Da jedoch der Anspruch der Türkei auf die Exklave als Staatsgebiet umstritten ist und für einen Bündnisfall nach Artikel 5 des Nordatlantikvertrags ein Angriff nach UN-Definition vorliegen müsste, wäre ein NATO-Beistand als unwahrscheinlich einzustufen.
Die Enklave mit 36 türkischen Soldaten wurde Ende September 2014 von IS-Milizen umzingelt. Der IS hatte bereits im März 2014 den Abzug verlangt. Der türkische Präsident Recep Tayyip Erdoğan verkündete am 4. Oktober 2014 in Bezug auf die Exklave: „Wenn man unseren Soldaten auch nur ein Haar krümmt, wird die Türkei mit ihrer Armee das Notwendige tun und schlagartig wird sich alles ändern.“ In einer zweitägigen Kommandoaktion drang ein türkischer Militärverband, mit 700 Mann und schweren Panzern, über Kobanê zum Grabmal vor, sicherte die sterblichen Überreste von Suleiman Schah und schleifte das Grabmal. Der Einsatz wurde in der Nacht auf den 22. Februar 2015 beendet. Diese Aktion wurde als politisch brisant angesehen, da die türkische Armee zuvor monatelang den Kämpfen in der Grenzstadt tatenlos zugesehen hatte. Das Gebiet zwischen dem Grabmal und Kobanê stand zu diesem Zeitpunkt wieder unter kurdischer Kontrolle. Die sterblichen Überreste wurden nach Ashme, einem Dorf westlich von Kobanê gebracht, wo das Grabmal wieder aufgebaut wird.

### Giftgasangriffe
Laut Augenzeugen in Kobanê haben zahlreiche Einwohner der Stadt Symptome eines Giftgasangriffes gezeigt, wohingegen der Einsatz von Giftgas von unabhängiger Seite nicht bestätigt werden konnte. Wiederholt wurde die Behauptung aufgestellt, diese Waffen stammten aus dem Chemiewaffenprogramm des Irak. Im Juni 2014 konnten die IS-Milizen den Chemiewaffenkomplex Muthanna 75 km nordwestlich von Bagdad erobern, wo nach einem Bericht der New York Times unter anderem Sarin-Raketen und Senfgas-Geschosse zurückgelassen worden sind. Da Sarin sehr schnell zerfällt, werden die zwanzig Jahre alten Bestände als nutzlos angesehen. Die Senfgas-Geschosse hingegen sollen Jahrzehnte unbeschadet überdauern können. Der Chemiewaffenexperte Jean Pascal Zanders schrieb im August 2014 im Fachmagazin CBRNe World, es deute keiner der Berichte darauf hin, dass in dem Komplex mit Senfgas gefüllte Granaten gewesen seien. Unklar ist allerdings, ob die IS-Milizen Chemiewaffen von den Streitkräften Syriens erbeuten konnten bzw. inwieweit Bestände über den Schwarzmarkt aufgefüllt werden könnten.

## Internationale Positionen

### Politik der Türkei
Die Regierung in Ankara legte am 30. September 2014 dem Parlament einen Antrag für ein militärisches Eingreifen im Irak und in Syrien vor. Am 2. Oktober 2014 stimmte das türkische Parlament über den Eintritt in die Kampfhandlungen gegen Terrororganisationen ab. Der in Haft befindliche PKK-Führer Abdullah Öcalan erklärte, sollte es in Kobanê zu einem Massaker an der Bevölkerung kommen, werde die PKK den Friedensprozess mit der Türkei beenden. Das Parlament in Ankara verabschiedete am Abend des 2. Oktober ein Mandat, das der Regierung ein Jahr lang freie Hand gab, in Syrien und dem Irak mit Bodentruppen oder anderen militärischen Mitteln gegen Terrororganisationen vorzugehen. Der türkische Ministerpräsident Ahmet Davutoğlu sicherte den Kurden in der Stadt Hilfe zu: „Wir werden tun, was immer wir können, damit Kobanê nicht fällt.“ Verteidigungsminister İsmet Yılmaz erklärte hingegen nach der Parlamentsentscheidung, eine rasche Militärintervention sei nicht zu erwarten. Die Türkei hatte seit Ende September Panzer in Bataillonsstärke etwa 450 Meter von Ain al-Arab in Stellung gebracht und zusätzlich 2 Brigaden im Grenzraum in Alarmbereitschaft versetzt. Laut FAZ sind es etwa drei Dutzend alte M60-Panzer (obwohl das Türkische Heer auch moderne Leopard-Panzer besitzt).
Vor diesem Hintergrund nährten die gegensätzlichen Aussagen des Ministerpräsidenten und des Verteidigungsministers die schon vorhandenen Spekulationen über die Absichten der Türkei. Der Türkei boten sich zu diesem Zeitpunkt drei wesentliche Möglichkeiten, um den Fall von Kobanê zu verhindern: eine diplomatische Lösung des Konfliktes, das Öffnen der Grenzen für kampfwillige Kurden und deren Waffen oder eine Befreiung der Stadt mit eigenen Kampfverbänden. Syrien warnte die Türkei am 3. Oktober 2014 vor einer Intervention als „Verletzung der Souveränität und Akt der Aggression“; ähnlich warnte der Iran „zumindest die Länder in der Region sollten nicht etwas unternehmen, was die Lage weiter eskalieren würde“.
Mit einer Hilfestellung für Kobanê durch die türkische Armee war auch weiterhin nicht zu rechnen, wie sich aus nachfolgenden Aussagen des Ministerpräsidenten ableiten lässt. „Wir werden alles nur Mögliche unternehmen, um den Menschen in Kobanê zu helfen“, sagte Ministerpräsident Ahmet Davutoğlu dem US-Sender CNN. Allerdings schränkte er ein: „Bodentruppen zu schicken ist aber natürlich eine andere Entscheidung.“ Wie eine mögliche Hilfe für Kobanê aussehen könnte, wurde nicht konkretisiert. Vor dem Hintergrund der sich abzeichnenden Eroberung von Kobanê und der seit Tagen an der Grenze bereitstehenden, türkischen Bodentruppen äußerte sich der türkische Präsident Erdoğan vor Flüchtlingen in der Stadt Gaziantep am 7. Oktober. Erdoğan kritisierte die unzureichenden Luftangriffe der Alliierten: „Nur durch Luftangriffe können sie diesem Terror kein Ende setzen.“ Erneut forderte er eine Schutzzone und eine Stärkung moderater Kämpfer in Syrien. Dazu passend erklärte Davutoğlu, die Türkei sei zu allem im Kampf gegen die IS-Extremisten in Syrien bereit, stellte aber Bedingungen. Die kurdischen Verteidiger haben enge Verbindungen zu der in der Türkei und vielen anderen Ländern als Terrororganisation eingestuften PKK. Erdoğan stellte klar: „So, wie die Türkei gegen die Terrororganisation Isis (IS) ist, so ist sie auch gegen die Terrororganisation PKK.“ Der türkische Politologe Ekrem Güzelder sieht die Organisation IS als das kleinere Übel für die Türkei; die Kurden von Kobanê organisierten sich nach dem Modell der PKK und seien deswegen politisch und gesellschaftlich als gegensätzlich zur AKP zu sehen.
Als Hemmnis für ein eventuelles Vorgehen der Türkei galt, dass im Juni 2014 der IS im nordirakischen Mossul das türkische Konsulat gestürmt und 49 Menschen als Geiseln genommen hatte. Sie waren am 20. September 2014 nach längeren Verhandlungen freigelassen worden.
Auf Grund der Haltung der Türkei, weder selbst militärische Hilfe zu senden noch kurdische Kämpfer oder Waffen zur Unterstützung über die Grenze zu lassen, kam es zu Demonstrationen in der Türkei und in anderen Ländern. Laut türkischen Regierungsangaben kamen bei diesen Demonstrationen bis zum 10. Oktober 31 Menschen ums Leben. Cemil Bayık sah in der am 2. Oktober erteilten Ermächtigung des Parlaments seitens der Türkei eine Beendigung des Friedensprozesses mit der PKK. Der UN-Sondergesandte Staffan de Mistura forderte die Türkei am 11. Oktober auf, zumindest die freiwilligen kurdischen Kämpfer samt Waffen nach Kobanê zu lassen. Die Türkei lehnte diesen Vorschlag ab. Der türkische Außenminister Mevlüt Çavuşoğlu bezeichnete einen Korridor, über den von der Türkei aus Waffen und Kämpfer zur Unterstützung der Kurden in die Stadt gelangen könnten, als unrealistisch. Laut Susan Rice, der Sicherheitsberaterin von US-Präsident Obama, dürfe die internationale Allianz in Zukunft auch NATO-Stützpunkte in der Türkei nutzen; auch gestatte die Türkei die Ausbildung von gemäßigten syrischen Rebellen auf ihrem Gebiet.
Die Türkei stellte am 10. Oktober 2014 für die Entsendung von Bodentruppen konkrete Forderungen: Unterstützung bei der Entsendung von Bodentruppen und die Einrichtung einer Schutz- und Flugverbotszone auf syrischem Gebiet. Der Sturz des syrischen Machthabers Baschar al-Assad war schon einmal als Bedingung an die Anti-IS-Allianz von Ahmet Davutoğlu formuliert worden, um eine Beteiligung der Türkei zu erreichen.
Am 13. Oktober 2014 stand in der Presse, dass die Türkei ihre Flughäfen, insbesondere den in Incirlik, für alliierte Luftschläge gegen den IS zur Verfügung stelle. Stunden später folgte ein Dementi. Die Türkei hielt zudem daran fest, keinen Korridor für die Versorgung der eingeschlossenen Kurden zu eröffnen. Nachdem PKK-Rebellen seit drei Tagen einen Militärposten in der Provinz Hakkâri beschossen hätten, flog die Türkei am 14. Oktober Luftangriffe gegen PKK-Stellungen im Bezirk Dağlıca. Dies waren die heftigsten Angriffe seit Beginn des Friedensprozesses mit der PKK.
Am 19. Oktober gab Amnesty International (AI) bekannt, dass von 250 in der Türkei festgenommenen syrischen Flüchtlingen 107 die Abschiebung in die umkämpfte Stadt drohe. Die 250 syrischen Flüchtlinge waren wegen mutmaßlicher Verbindungen zur PYD festgenommen worden. Laut AI wurden Flüchtlinge, darunter auch Kinder, abgeschoben. Der Präsident der Türkei bekräftige den Willen zur Zusammenarbeit gegen die IS-Milizen, stellte aber auch klar, dass es keine Waffenlieferung an die Verteidiger von Kobanê geben werde, da diese zur PYD gehörten und somit eine Terrororganisation wie die PKK wären.
Am 20. Oktober gab der türkische Außenminister Mevlüt Çavuşoğlu auf einer Pressekonferenz bekannt, die Türkei sei bereit, Peschmerga aus der autonomen Kurdenregion im Irak nach Kobanê zu lassen. Kurden aus der Türkei solle es dagegen weiterhin nicht erlaubt werden, sich den YPG anzuschließen.
Am 23. Oktober 2014 bezeichnete der türkische Staatschef Erdogan den US-Waffenabwurf für die kurdischen Kämpfer in Kobanê als „falsch“.

### Politik der Vereinigten Staaten
Der Direktor der Denkfabrik American Institute for Contemporary German Studies, Jackson Janes, erklärte am 11. Oktober, dass die Vereinigten Staaten Kobanê bereits als verloren betrachteten. Ein Indiz dafür sei, dass die US-geführte Allianz erst am 14. Oktober zusammenkommen werde. Nach den Verlusten der USA im letzten Irakkrieg sei mit einer Entsendung von Bodentruppen nicht zu rechnen, solange die unmittelbaren Nachbarn nicht aktiv werden. Daran ändere auch das drohende Massaker nichts. Staaten, die zu diesem Zeitpunkt unmittelbar an das IS-Gebiet angrenzten, waren die Türkei und Jordanien.
Am 9. Oktober wurde bekannt, dass nun auch die USA, neben Großbritannien und Frankreich, eine Schutzzone für diskutabel hielten. Nach Angaben der Syrian Arab News Agency (SANA) kritisierte der syrische Vizeaußenminister Faisal al-Miqdad die französische Unterstützung dieser Idee. Damaskus wertete dieses Vorhaben als Angriff auf die Souveränität und territoriale Integrität Syriens.
US-Verteidigungsminister Chuck Hagel sprach am 11. Oktober von einigen Fortschritten bei der Schlacht um Kobanê. Die USA würden alles tun, was mit Luftschlägen zu erreichen sei, um die Angreifer zurückzudrängen.
In Paris verständigten sich am 14. Oktober der amerikanische Außenminister Kerry und sein russischer Amtskollege Lawrow auf „die Notwendigkeit, den IS zu zerstören und zu besiegen. […] Die russische Regierung lote auch Möglichkeiten aus, irakische Regierungstruppen zu bewaffnen und zu trainieren.“ Die Zusammenarbeit der Nachrichtendienste solle verstärkt werden.
Laut Rami Abdel Rahman, dem Leiter der SOHR, gab es vor den massiveren Luftschlägen enge Absprachen zwischen dem US-geführten Bündnis und den YPG.

### Position der Autonomen Region Kurdistan
Schon im Jahr 2012 bemühte sich der Präsident der Autonomen Region Kurdistan Masud Barzani um eine Einigung zwischen den verschiedenen kurdischen Parteien in Syrien und bat sie alle an einen Tisch, um die Gunst der Stunde zu nutzen und eine gemeinsame Linie zu fahren. Vor allem die PYD sollte in diesem Zusammenhang Probleme für Barzani schaffen, da sie zu dieser Zeit noch an ihrem Kurs des Dialogs mit Damaskus festhielt.
Im Sommer 2013 versprach Barzani alles in der Macht stehende zu tun um den, von Islamisten bedrohten, Kurden in Syrien zu helfen. Im November desselben Jahres jedoch kam es schon zu Uneinigkeiten zwischen Barzani und der PYD. Barzani warf der PKK-nahen Organisation Autokratie und Unterdrückung konkurrierender kurdischer Parteien vor. In diesem Zusammenhang lehnte die kurdische Regierung im Irak auch die Anerkennung der, von der PYD einseitig ausgerufenen, Autonomie im syrischen Kurdistan (Rojava) ab. Die Barzani-Regierung forderte vor allem eine Miteinbeziehung anderer kurdischer Parteien in die Regierung Rojavas und eine Distanzierung von einer Alleinherrschaft seitens der PYD.
Die Uneinigkeiten führten Zeitweise zu einem kurdischen Kalten Krieg zwischen der PYD und der PKK einerseits und der Regierung Barzani und mehreren syrisch-kurdischen Parteien andererseits.
Diese Situation hielt sich noch bis zum Frühjahr und Sommer 2014, als Barzani der PYD vorwarf mit dem Assad-Regime zu kollaborieren.
Durch den Angriff des IS auf Mossul, Erbil und Kirkuk im August 2014 und den darauffolgenden Angriffen der Islamisten auch gegen, von der PYD gehaltene, Regionen in Syrien kamen sich die Regierung Barzani und die PYD näher. Nach allmählichem Näherkommen und vielen Gesprächen, auch mit den USA und der Türkei, beschloss die Regierung Kurdistans im Oktober 2014 Peschmerga-Einheiten nach Kobanê zu entsenden. Vor allem der hierdurch gelieferte Nachschub an Waffen und Nahrung kam den in Not geratenen kurdischen Einheiten in der Stadt sehr gelegen.
Im Dezember 2014 erreichte eine zweite Einheit der Peschmerga-Armee Kobanê.

### Syrien
Der syrische Informationsminister Umran Ahid al-Zabi wird mit den Worten zitiert: „Der Staat mitsamt seinen Streitkräften und seinen Flugzeugen hat die Stadt militärisch und logistisch unterstützt und sie mit Munition und Waffen ausgestattet.“ Zudem werde die syrische Regierung weiterhin „auf den höchsten Ebenen Militärhilfe an Kobanê liefern“. Das syrische Außenministerium warnte die Türkei vor einer Intervention auf Syrischem Boden, und lehnte eine Pufferzone ab.

### Positionen in Deutschland
Am 13. Oktober 2014 berichteten die Medien, dass der deutsche Außenminister Frank-Walter Steinmeier eine UNO-Bodentruppe mit deutscher Beteiligung gegen den IS in Syrien ausschließe. Die Fraktionsvorsitzende von Bündnis 90/Die Grünen im Bundestag, Katrin Göring-Eckardt, teilte gegenüber der Süddeutschen Zeitung mit, die Grünen würden einer Beteiligung deutscher Soldaten zustimmen, auch wenn dies den Einsatz von Bodentruppen bedeuten würde. Die Linkspartei fordert mit Bezug auf Kobanê, dass die Türkei dazu gezwungen werden müsse, „die Grenzen für die IS-Terroristen vollständig zu schließen und die Unterstützernetzwerke im Land zu beseitigen“.

### Positionen der UNO
Am 30. Oktober wurden erstmals regionale Waffenstillstandszonen von der UNO angedacht.

„In diesen Arealen können wir zuerst einen politischen Prozess auf lokalem Niveau beginnen und dann schließlich auf nationaler Ebene“

Als erste mögliche Freeze Zone wurde Aleppo genannt.

### Demonstrationen für Kobanê
Europaweit kam es zu Demonstrationen, die zur Unterstützung der Verteidiger in Kobanê aufriefen. Bei Demonstrationen in der Türkei kam es zu gewaltsamen Zusammenstößen zwischen Demonstranten und der Polizei, aber auch zwischen Islamisten von der Partei der Freien Sache (Hüda Par) und Anhängern der PKK von der Patriotisch revolutionären Jugendbewegung (YDG-H) mit mehr als 37 Toten. In Hamburg und Celle kam es zu Ausschreitungen zwischen Demonstranten und „radikalen Muslimen“.

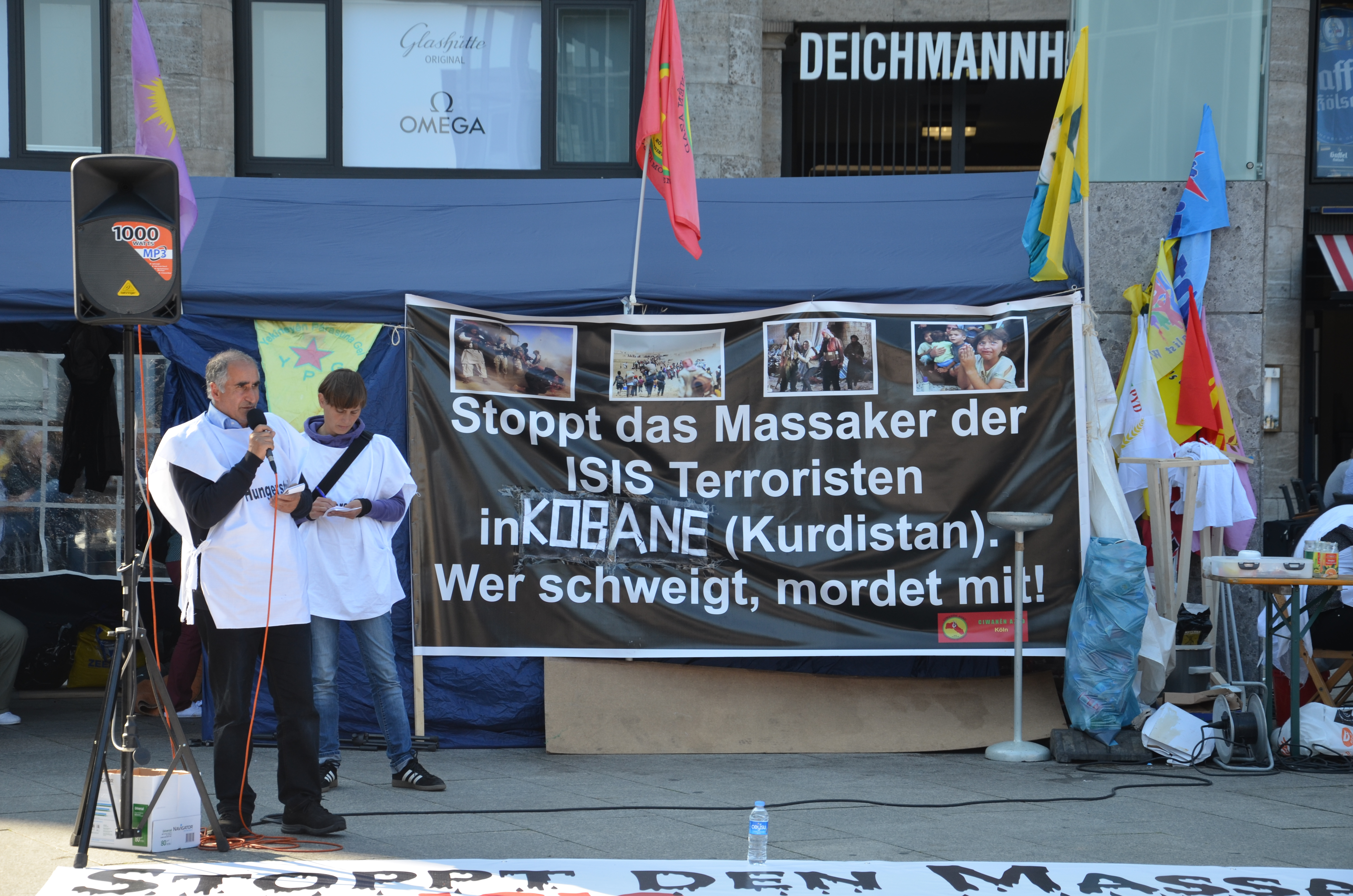
Köln am 3. Oktober 2014
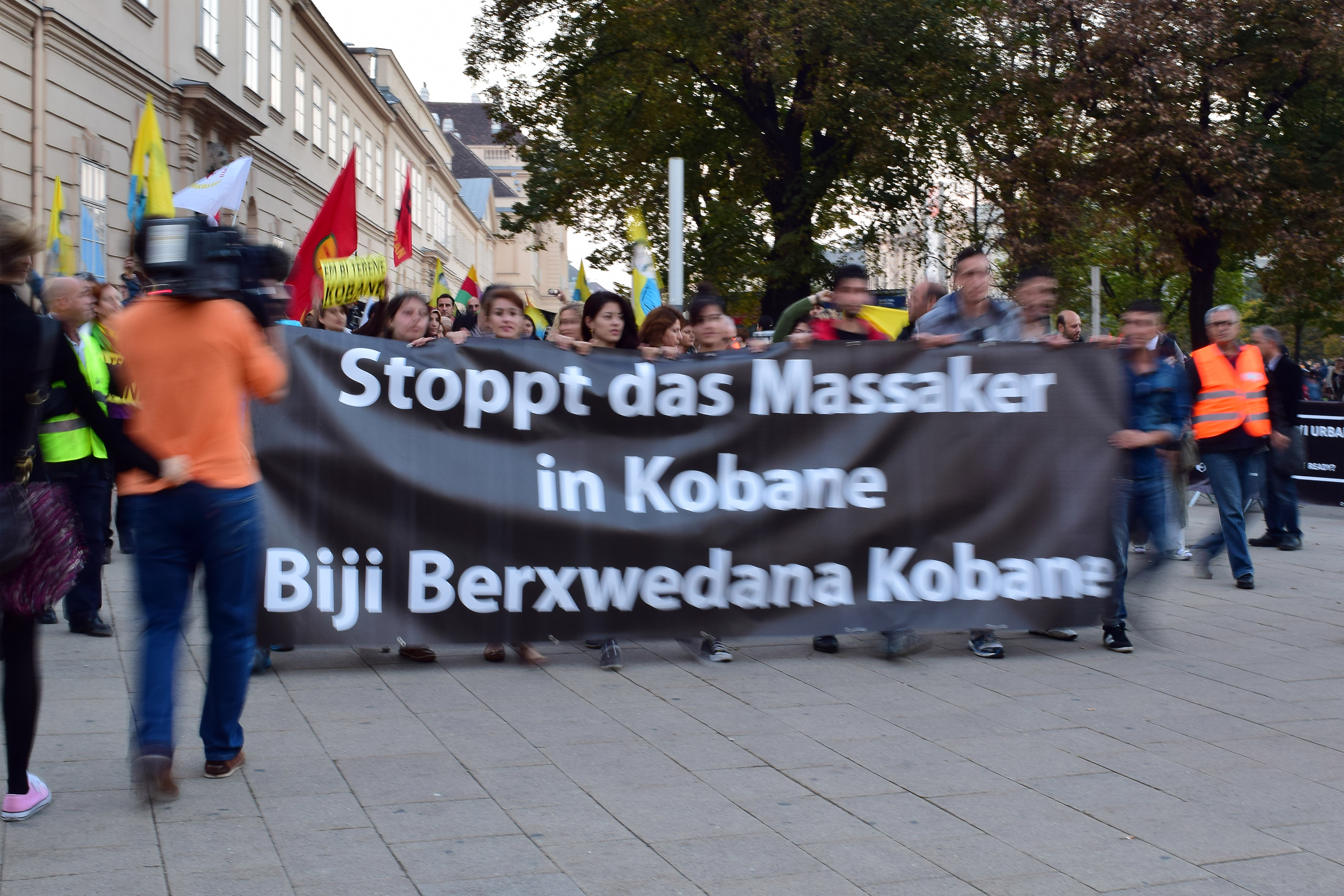
Wien am 10. Oktober 2014
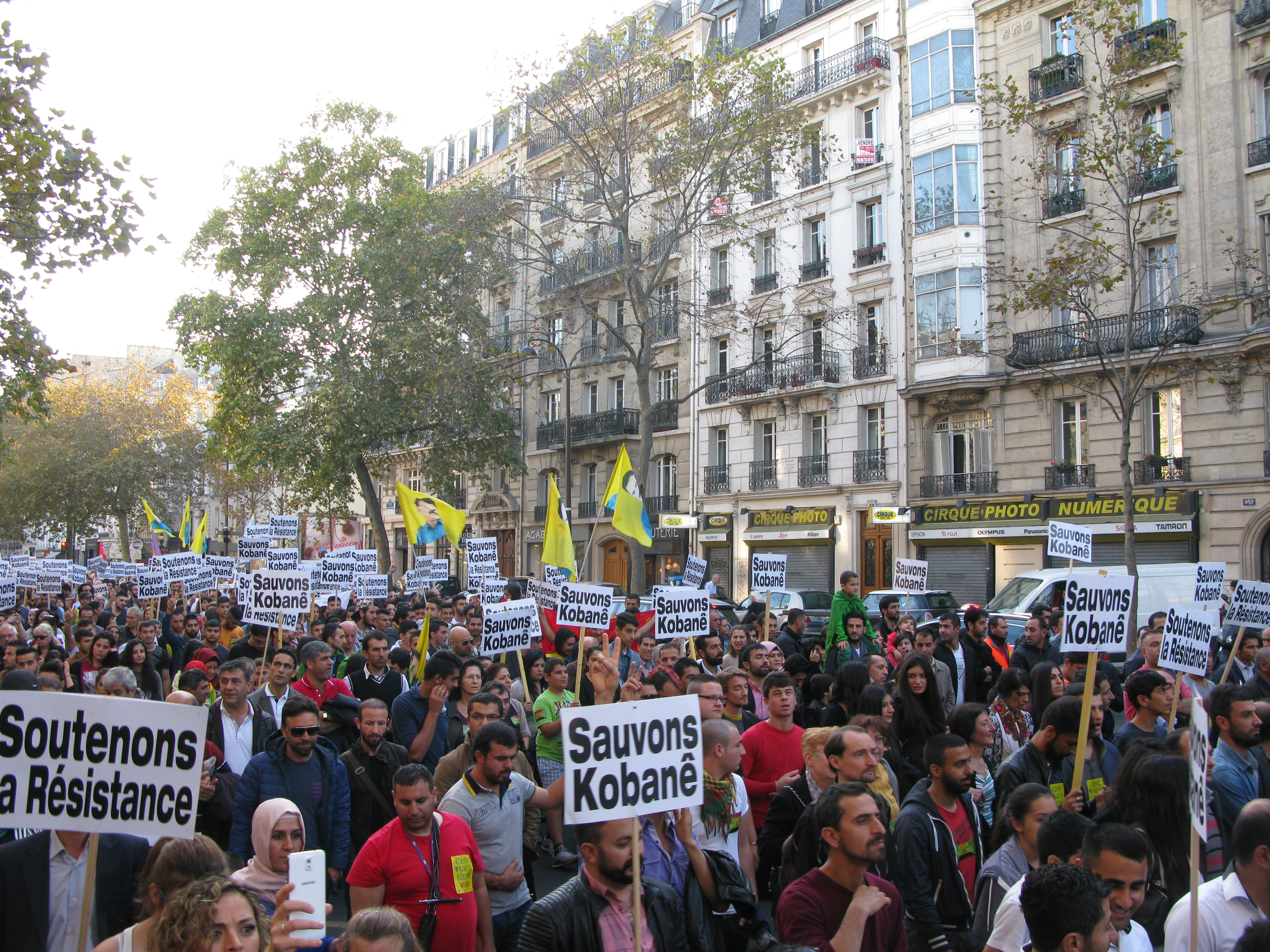
Paris am 1. November 2014
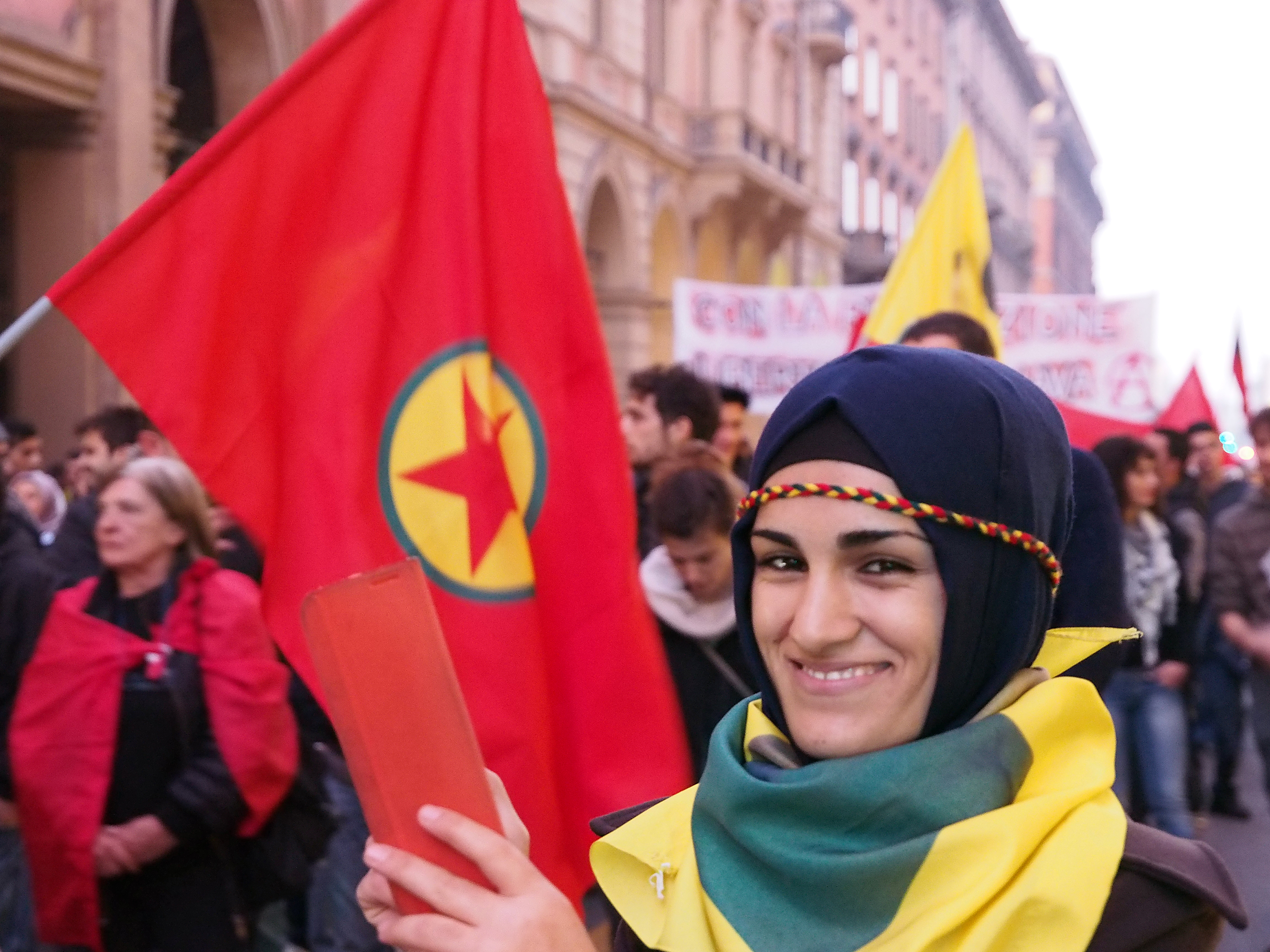
Bologna am 1. November 2014

## Bedeutung des Kampfes um Kobanê

### Bedeutung für die Kurden
Da die YPG nach dem Abzug der Truppen des Regimes von Baschar al-Assad 2012 aus dem mehrheitlich kurdisch besiedelten Gebiet in Nordsyrien die Kontrolle übernehmen und die syrischen Kurden einen „autonomen Kanton“ Kobanê als erste ihrer drei wichtigen Enklaven gründen konnten, den sie zum Aufbau eigener regionaler Machtstrukturen nutzten, bedeutete die mögliche Übernahme Ain al-Arabs (kurdisch: Kobanê) durch die IS-Miliz für sie nicht nur den Verlust einer strategisch wichtigen Versorgungsroute, sondern auch eine psychologisch schwere Niederlage.
Ain al-Arab war im Osten und Westen von zwei durch den IS kontrollierten Städten flankiert, grenzte im Norden an die türkische Grenze und lag 140 km nördlich von der IS-Hochburg Raqqa, die als Zentrum des IS-kontrollierten Territoriums galt, entfernt, so dass sich laut Medienberichten aus strategischer Sicht des IS eine Offensive gegen Ain al-Arab anbot. Die Stadt galt als eine der drei „Überlebensadern“ (FAZ) der YPG im Norden Syriens und lag Medienangaben zufolge auch auf der Route, über die viele ausländische Dschihadisten einreisten und von der es möglich sei, Waffen und Hilfsgüter von anderen Organisationen, die gegen das Assad-Regime kämpften, abzufangen.
Einheimische sprachen der Hoheit über die Stadt zudem große symbolische Bedeutung zu. Nach Ansicht des Türkei-Experten Günter Seufert (SWP) war Ain al-Arab für die türkischen Kurden, vor allem die Anhänger der PKK, von großer symbolischer Bedeutung als der Ort, wo aus ihrer Sicht zum ersten Mal das Gesellschaftsmodell zu verwirklichen versucht wurde, das ihr politischer Führer Abdullah Öcalan für ein neues Zusammenleben der verschiedenen Ethnien und Konfessionen im Nahen Osten verkündet hatte und das sich stark auf direkte Demokratie und Partizipation stützte. Aus Sicht dieser PKK-nahen Kurden symbolisiere Ain al-Arab die Zukunft der Kurden im Nahen Osten.

### Bedeutung für den Kampf gegen den IS
Die mögliche Einnahme der Stadt Ain al-Arab wurde von Beobachtern auch als strategisch und ideologisch wichtig für den IS eingeordnet, der durch eine Einnahme der Stadt einen weiteren Grenzübergang zur Türkei – neben den westlich und östlich von Ain al-Arab befindlichen – kontrollieren und die von ihm in Nordsyrien bereits eroberten Städte miteinander verbinden sowie seine Gebiete konsolidieren könne.
Eine Niederlage des IS bei Kobanê trotz zahlenmäßiger und massiver waffentechnischer Überlegenheit würde die Aura der Unbesiegbarkeit rauben und das Vertrauen ihrer Bündnispartner erschüttern. Auch wäre dies nach der Belagerung von Amerli der zweite vergebliche Versuch innerhalb von zwei Monaten, eine Stadt einzunehmen. Für die Allianz könnte eine Niederlage die Bestätigung der noch fehlenden Durchschlagskraft sein und ebenso eine erhebliche Belastung des Bündnisses darstellen.

### Internationale Beachtung
Für die internationale Allianz war die Schlacht um Kobanê dennoch lange nur von untergeordneter strategischer Bedeutung. Bis zum Beginn des Häuserkampfes in Kobanê waren nur sporadische Luftschläge gegen IS-Stellungen zu verzeichnen. Durch den erbitterten Widerstand der Verteidiger erfuhr die Schlacht jedoch politische und symbolische Bedeutung, und die Luftschläge wurden sowohl in erhöhter Anzahl als auch Effektivität gegen Stellungen der Angreifer in und um Kobanê geführt.
Während der Kämpfe mit den IS-Milizen im Herbst 2014 erlangte die Stadt Ain al-Arab in kürzester Zeit weltweite Bekanntheit. In den westlichen Staaten wurde die Bedeutung der möglichen Einnahme der Stadt durch die IS-Milizen mit einem „schandhaften Scheitern“ (Rainer Hermann/FAZ) der eigenen Politik verbunden. Der Kampf um Ain al-Arab wurde zum Symbol für die Unfähigkeit der Staatengemeinschaft, den Eroberungszug der Dschihadisten zu beenden. Im Gegensatz zu den meisten anderen Kriegsschauplätzen in Nordsyrien standen dramatische Fernsehbilder zur Verfügung, weil das Geschehen zum Teil aus der Sicherheit hinter der türkischen Panzerlinie gefilmt werden konnte. Dadurch konnte der Ausgang und die drohende Einnahme der Stadt durch den IS bildlich von der Weltöffentlichkeit verfolgt werden, was den Prestigewert des Kampfes für die Konfliktparteien steigerte.
Ende November 2014 tauchten in den Medien die ersten Vergleiche mit der Schlacht bei Waterloo auf, da es den IS-Milizen nicht gelungen war, die Stadt zu erobern.
Eine hohe Beachtung fand es in der Öffentlichkeit, dass Frauen bei den Volksverteidigungseinheiten (YPG) gleichberechtigt an der Seite von Männern kämpfen; sie stellen etwa ein Drittel der 40.000 YPG-Kämpfer.
Erdogan kritisierte Ende Oktober 2014, es werde „nur von Kobane gesprochen“.
Die aktive militärische Unterstützung der Peschmerga in Kobanê setzte ein Zeichen für eine Annäherung der Autonomen Region Kurdistans an die Region Rojava.